# Club Deportivo Provincial Osorno
O Club Deportivo Provincial Osorno, também conhecido como Provincial Osorno, é um clube esportivo localizado em Osorno, município da província de mesmo nome, na região de Los Lagos, no Chile.
Foi fundado em 5 de junho de 1983. Em 2012, o clube foi desfiliado da Associação Nacional do Futebol Profissional (ANFP), entidade responsável pelo futebol profissional chileno, por conta de uma dívida milionária. As autoridades da cidade de Osorno e os torcedores do extinto clube, e em homenagem ao mesmo, refundaram no dia 3 de dezembro do mesmo ano, um novo clube com o nome de Club de Deportes Provincial Osorno.
A sua principal atividade é o futebol, onde joga na Segunda División Profesional, a terceira divisão do futebol chileno. O clube manda seus jogos no Municipal Rubén Marcos Peralta, também situado em Osorno, com capacidade aproximada para 11.000 espectadores.
Em 26 de novembro de 2022, o Provincial Osorno derrotou o Unión Compañías por 2–0 em jogo válido pela Tercera División A de 2022 e assegurou a segunda vaga da promoção à Segunda División Profesional de 2023.

## Dados do Clube
- Temporadas na 1ª: 9 (1991, 1993–1998, 2000, 2008).
- Temporadas na 2ª: 19 (1983–1990, 1992, 1999, 2001–2007, 2009–2010).
- Temporadas na 3ª: 6 (2011-2012, 2017, 2023-).
- Temporadas na 4ª: 6 (2016, 2018-2022).
- Temporadas na 5ª: 2 (2014–2015).
- Participações Internacionais Copa Sul-Americana: 1 (Fase preliminar de 2003).

## Títulos

### Futebol masculino
| NACIONAIS | NACIONAIS                       | NACIONAIS | NACIONAIS         |
|           | Competição                      | Títulos   | Temporadas        |
| --------- | ------------------------------- | --------- | ----------------- |
|           | Campeonato Chileno - 2ª divisão | 3         | 1990, 1992 e 2007 |